# Chorwacka Partia Prawa dr. Ante Starčevicia
Chorwacka Partia Prawa dr. Ante Starčevicia (chorw. Hrvatska stranka prava dr. Ante Starčević, HSP AS) – chorwacka partia polityczna o profilu skrajnie narodowo-konserwatywnym.

## Historia
Partia powstała w Zagrzebiu we wrześniu 2009. Założyła ją grupa działaczy Chorwackiej Partii Prawa skupionych wokół byłej posłanki Ružy Tomašić. Nazwa ugrupowania odwołuje się do Ante Starčevicia, chorwackiego publicysty i polityka z XIX wieku. W 2011 HSP AS wystartowała w wyborach samorządowych, zdobyła m.in. trzy mandaty w radzie miejskiej Vukovaru. W wyborach w 2011 partia tworzyła koalicję wyborczą z Chorwacką Czystą Partią Prawa. Wspólna lista uzyskała 2,8% głosów i 1 mandat poselski, który przypadł Ružy Tomašić.
W pierwszych w historii Chorwacji wyborach do Parlamentu Europejskiego w 2013 HSP AS startowała w koalicji m.in. z Chorwacką Wspólnotą Demokratyczną. Koalicja wygrała w głosowaniu, zdobywając 32,86% (243 654 głosów), uzyskując 6 mandatów (w tym 1 dla HSP AS, której przedstawiciel dołączył do Europejskich Konserwatystów i Reformatorów). Sojusz ten został utrzymany również w eurowyborach w 2014, w wyniku których Ruža Tomašić ponownie zdobyła mandat posłanki do PE VIII kadencji, odchodząc kilka miesięcy później z partii.
Ruža Tomašić opuściła wkrótce ugrupowanie, a kierownictwo w partii przejął Ivan Tepeš. Kontynuował koalicję wyborczą z HDZ, z jej ramienia w wyborach w 2015 HSP AS uzyskała 3 mandaty poselskie. W 2016 partia znalazła się poza parlamentem, a nowym przewodniczącym został Hrvoje Niče.